# 윤길룡
윤길룡(1958년 ~ )은 대한민국의 방송인이다.

## 경력
- MBC 시사교양본부 PD
- MBC 교양운영팀 CP
- MBC 시사교양본부 국장

## 연출한 프로그램
- PD수첩